# 杜家庄乡
杜家庄乡，是中华人民共和国山西省晋中市平遥县下辖的一个乡镇级行政单位。

## 行政区划
杜家庄乡下辖以下地区：
杜家庄村、闫长头村、苏家堡村、南良庄村、东良庄村、西良庄村、回回堡村、仁庄村、梧桐村、东凤落村和西凤落村。